# نادي غزة الرياضي
نادي غزة الرياضي، نادي رياضي فلسطيني أسس عام 1934 ومقره مدينه غزة، ويعد واحدا من أقدم الأندية الرياضية الفلسطينية وأكبرها.

## البطولات
- كأس فلسطين لأندية قطاع غزة: 1994–95[1] ، 2010